# Braun
Braun GmbH, anteriormente Braun AG, é uma empresa alemã de produtos de consumo, sediada em Kronberg im Taunus. De 1984 a 2007, a Braun era uma subsidiária integral da The Gillette Company, que comprou uma participação controladora na empresa em 1967. A Braun é agora uma subsidiária integral da Procter & Gamble, que adquiriu a Gillette em 2005. Em 16 de abril de 2012, a De'Longhi comprou da Procter & Gamble direitos perpétuos para fabricar produtos da marca Braun no segmento de eletrodomésticos. A Procter & Gamble continua como detentora da marca Braun. 
Dentre os produtos fabricados, estão: barbeadores, depiladores, escovas e secadores de cabelo, relógios de pulso.